# Damastio
Damastio era una antigua ciudad situada en algún lugar del centro-oeste de los Balcanes, conocida por sus monedas de plata que datan del siglo IV a. C. Solo Estrabón la atestigua, quien afirma que la ciudad poseía minas de plata y la sitúa en Iliria. El autor antiguo informa que la ciudad estaba bajo la autoridad de las tribus ilirias de los diestes y los enquelios, y que Egina la colonizó. Entre el 356 y el 358 a. C. las minas quedaron bajo el control de Macedonia.

## Ubicación

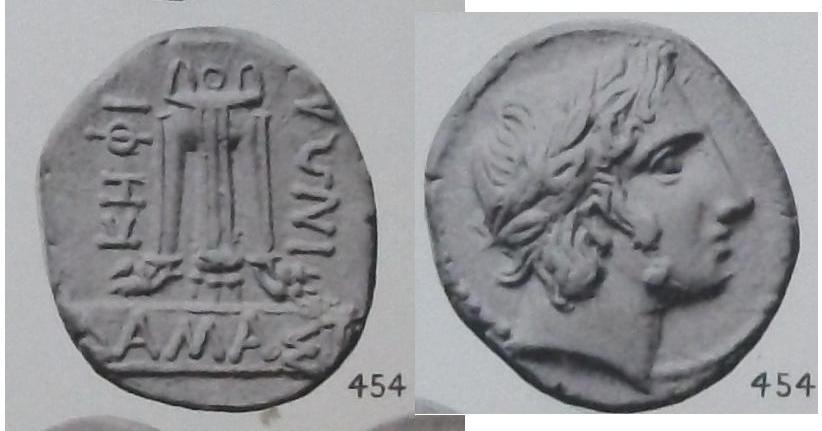
Moneda de plata de Damastio,. Anverso: Cabeza de Apolo, laureada. Reverso: Trípode de sacrificio, letras ΔΑΜΑΣΤΙΝΩΝ (de los damastios) - ΚΗΦΙ.

Damastio fue una importante ceca desde el siglo IV a. C. y se ubicaba cerca de minas de plata. La mayoría de las monedas de plata con la inscripción ΔΑMAΣTION se encontraron al noreste de Janjevo, cerca de Novo Brdo. Basándose en estudios realizados por geólogos mineros y arqueólogos, algunos investigadores argumentan que probablemente se ubicaba en el territorio del actual Kosovo, que constituía el núcleo de la antigua Dardania, colindante con la antigua Peonia. Otros investigadores argumentan que Damastio parece estar ubicada en el sur del territorio ilirio, ya que Estrabón conecta la ciudad con los diestes y los enquelios, pero no con los dardanios.
Hay varios otros investigadores que creen que su ubicación podría haber sido en algún lugar cerca de la actual Resen, al norte o al noreste del lago Ohrid en la actual Macedonia del Norte.
El Dr. Petar Popović del Instituto de Arqueología de Belgrado afirma que Kale-Krševica podría ser la antigua ciudad de Damastio.

## Historia
Los ilirios controlaron las minas de Damastio al menos desde el siglo V a. C. en adelante Las minas de plata  aumentaron el interés de los griegos en el territorio ilirio. En el 431 a. C., los mendeos y los griegos de Egina habían colonizado la ciudad, después de que estos últimos fueran expulsados de su isla por los atenienses.
Las minas de plata de Damastio estaban cerca de Dasarecia, una región centrada alrededor del lago Licnido (actual lago Ohrid).  Damastio comenzó a acuñar moneda a finales del a Aunque el emplazamiento de las minas aún permanece sin localizar, el auge de la acuñación de moneda iliria más notable en la región de los lagos coincidió con la primera consolidación importante conocida del poder militar ilirio en la misma región. En el siglo IV a. C., la ciudad y sus habitantes, los «damastios=», probablemente estaban sujetos al rey ilirio Bardilis I. La circulación de las monedas de Damastio incluía Dardania (la actual Kosovo y sus alrededores) hasta el oeste, hasta la costa sur del mar Adriático.
La ciudad y sus minas de plata fueron probablemente capturadas por Filipo II de Macedonia después de derrotar al rey ilirio Bardilis I. En la época de la campaña balcánica de Alejandro Magno cesó la acuñación autónoma de Damastio. Mientras tanto aparecen monedas macedonias de Alejandro y su padre Filipo II en la región, lo que sugiere que los reyes de Reino de Macedonia establecieron un sistema monetario unificado haciéndose con todos los recursos metálicos disponibles en la región.
La acuñación de Damastio duró hasta aproximadamente el año 280 a. C., o hasta la invasión celta de los Balcanes, cuando la región quedó desestabilizada.